# Morette
Morette település Franciaországban, Isère megyében. Lakosainak száma 360 fő (2022. január 1.). Morette Tullins, Cras, La Forteresse és Poliénas községekkel határos.

## Népesség
A település népességének változása:
| Lakosok száma | 218  | 288  | 322  | 393  | 404  | 415  | 428  | 391  | 373  | 360  |
|               | 1968 | 1982 | 1990 | 2006 | 2013 | 2015 | 2017 | 2019 | 2020 | 2022 |